# Ariel Winograd
Ariel Winograd (Buenos Aires, 23 de agosto de 1977) es un director, guionista y productor de cine argentino.

## Vida y carrera
Winograd nació en Buenos Aires y se graduó como director en la Universidad del Cine. A pesar de compartir su apellido con el actor y empresario Jacobo Winograd, no está relacionado con él.
Los primeros trabajos de Winograd como director fueron cuatro cortometrajes, que como particularidad todos ellos estuvieron protagonizados por actores con enanismo.Simultáneamente hizo un documental titulado El Juego (sobre la escena hip-hop en Buenos Aires, producido por el periodista Juan Data) y otro titulado Fanáticos (sobre fans de Sandro). En julio de 2005, obtuvo una beca que le permitió participar del rodaje de Inside Man de Spike Lee.

Su primer largometraje fue Cara de queso —mi primer ghetto— (2006), una película basada en su propia vida que cuenta la historia de unos jóvenes judíos en un country.
Además de dirigir películas, Winograd realizó videoclips de bandas como Massacre ("Te leo al revés") y Los Tipitos ("Algo").
Su segundo largometraje fue la comedia Mi primera boda que se estrenó en el año 2011 y fue protagonizada por Daniel Hendler y Natalia Oreiro. La película trata sobre un casamiento en donde todo sale mal. Winograd comenzó a escribir el guion basándose en su propio casamiento con la productora Nathalie Cabiron. Luego, el guionista Patricio Vega se incorporó al proyecto para reescribir el guion.
En 2013 estrenó Vino para robar, la cual logró ser vista por 180 mil personas, fue bien recibida por la crítica y recibió el Premio Especial del Jurado en el Festival de Cine Iberoamericano de Huelva. Fue rodada en Buenos Aires, Mendoza y Florencia, Italia. Contó con las actuaciones de Daniel Hendler, Valeria Bertuccelli, Martín Piroyansky y Pablo Rago.
En 2015 el director volvió al cine con la comedia Sin hijos, protagonizada por Diego Peretti y la actriz española Maribel Verdú. Fue bien recibida por la crítica y el público, siendo vista por más de 88 000 personas en su primera semana de estreno. Se posicionó entre las tres películas más vistas según la consultora Ultracine terminando su recorrido en carteleras argentinas con más de 500 000 espectadores. Ese mismo año hizo su debut en televisión al dirigir el especial anual de la Fundación Huésped por el Día Mundial del SIDA, donde los ingresos corren a beneficio de la Fundación. El especial titulado Dispuesto a todo, se estrenó el 4 de diciembre de 2015 por Canal 13 y estuvo protagonizado por Antonio Birabent, Julieta Zylberberg y Benjamín Amadeo.
En 2016 estrenó la comedia Permitidos, protagonizada por Martín Piroyansky y la cantante Lali, y en 2017 estrenó la película Mamá se fue de viaje protagonizada por Diego Peretti y Carla Peterson. 
En 2020, incursionó en el género de la comedia policial y la biopic con El robo del siglo, protagonizada por Guillermo Francella y por Diego Peretti, inspirada en el Asalto al Banco Río de 2006.
En paralelo a su carrera en Argentina, comenzó a realizar películas en México. En 2019 estrenó la comedia, Tod@s caen, protagonizada por los actores mexicanos Omar Chaparro y Martha Higareda. En 2022 estrenó su segunda película mexicana ¿Y cómo es él?, remake de una película coreana, protagonizada por los actores mexicanos Mauricio Ochmann, Zuria Vega y Omar Chaparro.

## Filmografía
| Año  | Título                           | Notas             |
| ---- | -------------------------------- | ----------------- |
| 1999 | 100% lana                        | Cortometraje      |
| 1999 | El Juego                         | Documental        |
| 2000 | Dracool                          | Cortometraje      |
| 2001 | Volare                           | Cortometraje      |
| 2002 | Compañeros                       | Cortometraje      |
| 2004 | Fanáticos                        | Documental        |
| 2006 | Cara de queso —mi primer ghetto— |                   |
| 2011 | Mi primera boda                  |                   |
| 2013 | Vino para robar                  |                   |
| 2015 | Sin hijos                        |                   |
| 2016 | Permitidos                       |                   |
| 2017 | Mamá se fue de viaje             |                   |
| 2019 | Tod@s caen                       | Película mexicana |
| 2020 | El robo del siglo                |                   |
| 2022 | Hoy se arregla el mundo          |                   |
| 2022 | ¿Y cómo es él?                   | Película mexicana |
| 2022 | El gerente                       |                   |

## Televisión
| Año  | Título                    | Notas                                              |
| ---- | ------------------------- | -------------------------------------------------- |
| 2015 | Dispuesto a todo          | Especial de TV a beneficio de la Fundación Huésped |
| 2024 | Coppola, el representante | Serie web biográfica                               |
| 2025 | Menem                     | Serie web biográfica                               |

## Videos musicales
| Año  | Título          | Rol      | Artista       | Álbum              |
| ---- | --------------- | -------- | ------------- | ------------------ |
| 2005 | Te leo al revés | Director | Massacre      | Diferentes maneras |
| 2005 | Algo            | Director | Los Tipitos   | Armando Camaleón   |
| 2018 | 100 grados      | Director | Lali Espósito | Brava              |